# Кароль Залевський
Кароль Залевський (пол. Karol Zalewski; нар. 7 серпня 1993) — польський легкоатлет, який спеціалізується у біг на короткі дистанції.

## Із життєпису
Олімпійський чемпіон у змішаному естафетному бігу 4×400 метрів (2021). Перемога була здобута з новим рекордом Європи в цій дисципліні (3.09,87).
Фіналіст (5-е місце) Олімпійських ігор у чоловічій естафеті 4×400 метрів (2021).
Брав участь в олімпійських індивідуальних дисциплінах (у бігу на 200 метрів на Іграх-2016 та у бігу на 400 метрів на Іграх-2021), проте щоразу зупинявся на стадії забігу.
Чемпіон світу в приміщенні у чоловічій естафеті 4×400 метрів (2018). Перемога була здобута з новим світовим рекордом у приміщенні (3.01,77).
Срібний призер чемпіоната світу серед юніорів у чоловічій естафеті 4×400 метрів (2012).
Срібний призер чемпіоната Європи в приміщенні у чоловічій естафеті 4×400 метрів (2015).
Переможець у забігу на 200 метрів на командному чемпіонаті Європи 2014 року. Двічі був третім на командних чемпіонатах Європи в естафетних дисциплінах: 4×100 метрів (2013) та 4×400 метрів (2021).
Дворазовий чемпіон Європи серед молоді у бігу на 200 метрів (2013, 2015). Дворазовий срібний призер молодіжних чемпіонатів Європи в естафетних дисциплінах: 4×100 метрів (2013) та 4×400 метрів (2015).
Чемпіон Польщі у бігу на 100 метрів (2013—2014, 2016—2017), 200 метрів (2013—2017), 400 метрів (2018, 2020) та в естафеті 4×100 метрів (2019).
Чемпіон Польщі в приміщенні у бігу на 200 метрів (2014—2016, 2018), 400 метрів (2015, 2019, 2021) та в естафеті 4×200 метрів (2019).
Тренується під керівництвом польського спеціаліста Якуба Огновського (пол. Jakub Ogonowski).
Випускник Вармінсько-Мазурського університета, що в Ольштині.

## Основні міжнародні виступи
| Рік  | Змагання                       | Місто             | Місце            | Дисципліна | Примітки         |
| ---- | ------------------------------ | ----------------- | ---------------- | ---------- | ---------------- |
| 2011 | Чемпіонат Європи серед юніорів | Таллінн           | 3забDQ           | 200 м      |                  |
| 2012 | Чемпіонат світу серед юніорів  | Барселона         |                  | 200 м      |                  |
| 2012 | 4×100 м                        |                   |                  |            |                  |
| 2012 | 2                              | 4×400 м           |                  |            |                  |
| 2013 | Командний чемпіонат Європи     | Ґейтсгед          | DQ               | 200 м      |                  |
| 2013 | 3                              | 4×100 м           |                  |            |                  |
| 2013 | Чемпіонат Європи серед молоді  | Тампере           | 1                | 200 м      |                  |
| 2013 | 2                              | 4×100 м           |                  |            |                  |
| 2013 | Чемпіонат світу                | Москва            | 2пф8             | 200 м      |                  |
| 2013 | 1заб5                          | 4×100 м           |                  |            |                  |
| 2014 | Світові естафети               | Нассау            | 2ф5              | 4×100 м    |                  |
| 2014 | Командний чемпіонат Європи     | Брауншвейг        |                  | 100 м      |                  |
| 2014 | 1                              | 200 м             |                  |            |                  |
| 2014 | 4×100 м                        |                   |                  |            |                  |
| 2014 | Чемпіонат Європи               | Цюрих             |                  | 200 м      |                  |
| 2014 | 4×100 м                        |                   |                  |            |                  |
| 2015 | Чемпіонат Європи в приміщенні  | Прага             | 1пф3             | 400 м      |                  |
| 2015 | 2                              | 4×400 м           |                  |            |                  |
| 2015 | Світові естафети               | Нассау            |                  | 4×200 м    |                  |
| 2015 | 1заб4                          | 4×400 м           |                  |            |                  |
| 2015 | Командний чемпіонат Європи     | Чебоксари         |                  | 200 м      |                  |
| 2015 | Чемпіонат Європи серед молоді  | Таллінн           | 1                | 200 м      |                  |
| 2015 | 2забDQ                         | 4×100 м           |                  |            |                  |
| 2015 | 2                              | 4×400 м           |                  |            |                  |
| 2015 | Чемпіонат світу                | Пекін             | 6заб5            | 200 м      |                  |
| 2016 | Чемпіонат Європи               | Амстердам         | 2пф4             | 200 м      |                  |
| 2016 | 4×100 м                        |                   |                  |            |                  |
| 2016 | Олімпійські ігри               | Ріо-де-Жанейро    | 8заб5            | 200 м      |                  |
| 2017 | Командний чемпіонат Європи     | Лілль             |                  | 200 м      |                  |
| 2017 | 4×100 м                        |                   |                  |            |                  |
| 2018 | Чемпіонат світу в приміщенні   | Бірмінгем         | 1                | 4×400 м    | Відео на YouTube |
| 2018 | Чемпіонат Європи               | Берлін            |                  | 400 м      | Відео на YouTube |
| 2018 |                                | 4×400 м           | Відео на YouTube |            |                  |
| 2019 | Чемпіонат Європи в приміщенні  | Глазго            | 1пфDNS           | 400 м      |                  |
| 2019 | Світові естафети               | Йокогама          | 2ф7              | 4×400 м    |                  |
| 2019 |                                | 4×400 м (змішана) | Відео на YouTube |            |                  |
| 2021 | Світові естафети               | Хожув             | фDQ              | 4×200 м    |                  |
| 2021 | 3заб3                          | 4×400 м           |                  |            |                  |
| 2021 | Командний чемпіонат Європи     | Хожув             |                  | 200 м      | Відео на YouTube |
| 2021 | 3                              | 4×400 м           | Відео на YouTube |            |                  |
| 2021 | Олімпійські ігри               | Токіо             | 5заб8            | 400 м      |                  |
| 2021 |                                | 4×400 м           | Відео на YouTube |            |                  |
| 2021 | 1                              | 4×400 м (змішана) | Відео на YouTube |            |                  |